# Pedro Marín
Pedro Marìn (Barcellona, 22 novembre 1961) è un cantante e attore spagnolo.

## Biografia
Pedro Marìn ha debuttato nella scena musicale spagnola alla fine degli anni settanta con i singoli Que no e Aire che ottennero un notevole successo, con la vendita di oltre due milioni di dischi in meno di tre anni in Spagna, Francia, Germania, Portogallo, Messico, Argentina, Colombia, Perù e negli altri paesi latino americani.
Durante gli anni novanta si è ritirato dalla scena musicale e ha lavorato nel mondo bancario nel Regno Unito e Africa dell'Ovest.
Nel 2005 ha partecipato per la televisione spagnola Antena 3 al format La selva de los famosos (corrispondente all'italiano L'isola dei famosi).
Nel 2006 ha pubblicato Diamonds, prodotto da Javier Losada e pubblicato da Susurrando/Subterfuge, un album tributo ad Amanda Lear cantato in inglese. Subterfuge ha poi pubblicato la prima canzone dell'album, Run Baby Run, nella raccolta Viva el pop. In seguito Marin, rivelando di essere gay, ha affrontato il tema dei diritti degli omosessuali e ha partecipato a una serie di gay pride in Spagna.
Nel 2007 ha pubblicato l'album Nero Octopus 2007. Il primo singolo, omonimo dell'album è stato considerato dai critici come un ottimo lavoro di musica pop. Nel 2008 ha presentato una nuova versione della canzone Aria.

## Discografia parziale

### Album
- 1980 - Pedro Marín
- 1981 - Rebelde
- 1982 - Pedro Marin
- 2005 - Diamonds
- 2008 - Pulpo negro
- 2008 - Pulpo Negro (Edición Espaciál)
- 2009 - I Will Glam
- 2013 - Hombre mecánico
- 2017 - Secret Songs

### Raccolte
- 1982 - Grandes éxitos y secretos
- 1992 - Todas sus grabaciones 1979-1986
- 2003 - Mis Exitos - Serie Dorada
- 2015 - Todas sus grabaciones en Hispavox. 1979-1986
- 2015 - Slow
- 2017 - Los 80´s
- 2018 - Antologia. Beauty & the Best

## Videografía
- Follow Me (dall'album Diamonds).
- Pulpo negro (dall'album Pulpo negro).Regia di Joan Guasch.
- AireRegia di Joan Guasch.
- El día después (dall'album I Will Glam).
- El influjo de la luna (dall'album I Will Glam).Regia di Stefan Weinert.
- Glam Song (dall'album I Will Glam).Regia di Stefan Weinert.
- I Will Glam Tour Live.
- Voy a ser yo (dall'album I Will Glam).
- Te veo bailar (dall'album Hombre mecánico).Regia di Pedro Marin.
- Sal.(dall'album Hombre mecánico).
- Yo Sé (dall'album Hombre mecánico).Regia di Pedro Marin.
- Cómprame (dall'album Hombre mecánico).Regia di Pedro Marin.
- The Saint (dall'album Hombre mecánico).Regia di Pedro Marin.
- Tanto tiempo sin ti (dall'album Hombre mecánico).Regia di Pedro Marin.
- Sal 2.0 (dall'album Hombre mecánico).Regia di Pedro Marin.
- Que No (dall'album Hombre mecánico).Regia di Pedro Marin.
- Cumbres de éxtasis (dall'album Hombre mecánico).Regia di Pedro Marin.
- Plastic Monsters (dall'album Hombre mecánico).Regia di Pedro Marin.
- El Pasajero (dall'album Hombre mecánico edición México).
- Yo Sé 2.0 (dall'album Hombre mecánico).Regia di Pedro Marin.
- Bad Pizza Face (dall'album Secret Songs)Regia di Ana Coello & Pedro Marín.
- Baby, don´t let me down (dall'album Secret songs).Regia di Pedro Marín.